# Iron Man: Rise of Technovore
Iron Man: Rise of Technovore (アイアンマン：ライズ・オブ・テクノヴォア Aian Man: Raizu Obu Tekunovoa?) es una película de anime de superhéroes lanzada directamente para video por Madhouse y es parte del proyecto Marvel Anime. Está dirigida por Hiroshi Hamasaki, un director de anime más conocido por obras como Shigurui: Death Frenzy y Texhnolyze, y basado en una historia escrita por Brandon Auman, quien es conocido por sus trabajos en The Avengers: Earth's Mightiest Heroes y Iron Man: Armored Adventures.

## Argumento
Mientras vuela en una carrera en un desierto de Utah con War Machine, Iron Man es emboscado durante el lanzamiento de su nuevo satélite de seguridad por los Raiders bajo el mando de un nuevo enemigo misterioso que se dirige a la torre de lanzamiento e intenta destruir el satélite de vigilancia de Stark bautizado como "The Howard". Mientras el misterioso sujeto con una armadura de tecnología desconocida lucha contra Iron Man en la torre, War Machine trata de llegar para ayudar a su amigo pero el lugar explota, Tony se queda buscando a su amigo entre los escombros pero Nick Fury envía a Black Widow para traerlo hasta el Helicarrier ya que necesita hablar con él y Rhodey es dado por muerto en la lucha. Iron Man busca venganza, pero Fury no quiere dejar ir a su único testigo hasta que determinen qué fue lo que sucedió y quién es el misterioso atacante. Tony se niega a hacerle caso y se marcha, sin embargo S.H.I.E.L.D. inmediatamente envía sus jets de batalla para detenerlo, pero Iron Man escapa y llega hasta Pepper Potts quien estaba de vacaciones.
Con la ayuda de Pepper, descubre que A.I.M. (Advanced Idea Mechanics) ha estado investigando sobre armamento tecnológico orgánico por algún tiempo y ha identificado uno de sus almacenes en Karachi, Pakistán. Luego S.H.I.E.L.D. encuentra a Tony tras haberlo buscado mediante el acceso al satélite Howard, entonces él sale a confrontar a Fury quien envía una tropa de Mandroides para capturarlo y lo rodean. Tony despliega su armadura de maleta, destruye a todos los Mandroides, y emprende un largo vuelo de viaje hacia Pakistán. Mientras tanto, en la ciudad de Karachi, un miembro de A.I.M. está tratando de vender armas a un comprador. Sin embargo Punisher, quien los había estado vigilando, irrumpe en el lugar y los mata. Justo cuando Punisher estaba a punto de matar al vendedor de A.I.M. Iron Man lo salva para obtener algunas respuestas. Iron Man y Punisher luego trabajan juntos y descubren la identidad del nuevo enemigo que es Ezekiel Stane. Hawkeye y Black Widow reciben órdenes de arrestar a Iron Man. Iron Man escapa con la ayuda de Punisher y continúa hacia Shanghái, China, donde se encuentra con Ezekiel Stane, el hijo de Obadiah Stane.
Ezequiel paraliza a Iron Man con sus Tecnívoros y detalla su plan para reemplazar a la humanidad con su nueva tecnología utilizando la tecnología del satélite "Howard" para piratear todas las computadoras y satélites. Hawkeye y Black Widow aparecen y arrestan a ambos. Más tarde en el Helicarrier, Iron Man descubre que War Machine apenas sobrevivió a la explosión pero está en coma. Luego, el Tecnívoro piratea la nave dejando que Iron Man use su reactor de arco para estabilizar el Helicarrier y expulsa al Tecnívoro de los sistemas. Ezekiel ahora es traicionado por el Tecnívoro que se apodera de él causando una gran pelea con Iron Man, lo que provoca que el Helicarrier se estrelle contra Shanghái. Cuando toda esperanza parece perdida, War Machine se despierta milagrosamente y ayuda a Iron Man a luchar contra el Tecnívoro.
En un último esfuerzo, Iron Man usa una puerta trasera que él incorporó al sistema de Howard para hackearlo temporalmente. Iron Man se deja capturar por el Tecnívoro y le ordena a War Machine que dispare el láser de defensa del satélite al Reactor Arc de Tony antes de que el Tecnívoro pueda usar los otros satélites para destruir el mundo. War Machine dispara, y Tecnívoro es derrotado con Iron Man aparentemente sacrificándose a sí mismo. Milagrosamente, Iron Man es salvado por War Machine y vive. Ezekiel Stane es visto bajo la custodia de S.H.I.E.L.D.

## Reparto
| Papel                          | Actor de voz japonés | Actor de voz     | Actor de voz       |
| ------------------------------ | -------------------- | ---------------- | ------------------ |
| Tony Stark / Iron Man          | Keiji Fujiwara       | Matthew Mercer   | Pablo Gandolfo     |
| Ezekiel Stane                  | Miyu Irino           | Eric Bauza       | Patricio Lago      |
| Nick Fury                      | Hideaki Tezuka       | John Bentley     | René Sagastume     |
| James Rhodes / War Machine     | Hiroki Yasumoto      | James Mathis III | Mario De Candia    |
| Sasha Hammer                   | Houko Kuwashima      | Tara Platt       | Sol Nieto          |
| Maria Hill                     | Junko Minagawa       | Kari Wahlgren    | Natalia Bernodat   |
| Natasha Romanoff / Black Widow | Miyuki Sawashiro     | Clare Grant      | Vanina García      |
| Clint Barton / Hawkeye         | Shuuhei Sakaguchi    | Troy Baker       | Alejandro Graue    |
| Frank Castle / The Punisher    | Tesshō Genda         | Norman Reedus    | Javier Gómez       |
| J.A.R.V.I.S.                   | Yasuyuki Kase        | Troy Baker       | Santiago Florentín |
| Obadiah Stane                  | Takaya Hashi         | JB Blanc         | Álvaro Pandelo     |

## Producción
La película es producida por SH DTV Partners, una asociación entre Marvel Entertainment, Sony Pictures Entertainment Japan y Madhouse. Fue anunciada en la New York Comic Con de 2012.
El guionista Brandon Auman declaró en una entrevista con MTV Geek que estaba en Japón cuando recibió la llamada de Marvel para participar en el proyecto, y que estaba contento de trabajar con Madhouse. Dijo que la razón para elegir a Ezekiel Stane como el villano principal de la película fue porque él es el "nuevo Tony Stark".

## Promoción
La publicidad se basó en su mayoría en medios de video para su promoción. Cinco días después del anuncio de la película, Marvel publicó el primer tráiler del proyecto, en él se podía ver a Iron Man y War Machine, y a otros personajes como Nick Fury, Black Widow y Hawkeye, también presentó escasas secuencias de The Punisher. En la segunda semana de marzo de 2013 se publicó el segundo tráiler, con nuevas escenas entre las que destacan las secuencias animadas de Tecnívoro, Maria Hill, Pepper Potts y The Punisher. En la cuarta semana de marzo fue publicado el tercer tráiler de la película de anime donde los personajes tenían diálogos con audio en inglés y un narrador presentaba la película.

## Lanzamiento en video
La película fue lanzada en Blu-ray y DVD el 16 de abril de 2013 en Estados Unidos, como así también en España y en Japón fue lanzada el 24 de abril de 2013.
En Argentina, la distribuidora Blu-Shine liberó únicamente la edición en DVD desde el 8 de mayo de 2013, pero solo para alquiler en los comercios. El DVD no estuvo disponible para su venta hasta el primer fin de semana de junio.